# Leonard VII. z Harrachu
Leonard (v češtině též jako Linhart) VII. Karel hrabě z Harrachu (německy Leonhard VII. Karl Graf Harrach zu Rohrau, 4. června 1594, Vídeň – 30. června 1645, Vídeň) byl rakouský šlechtic, politik a dvořan. Od mládí působil ve službách Habsburků, spolu s dalšími příbuznými získal v roce 1623 titul hraběte, vlastnil statky v Dolním Rakousku. V letech 1631–1637 zastával funkci nejvyššího maršálka císařského dvora. Byl starším bratrem pražského arcibiskupa Arnošta Vojtěcha Harracha a švagrem Albrechta z Valdštejna.

## Životopis

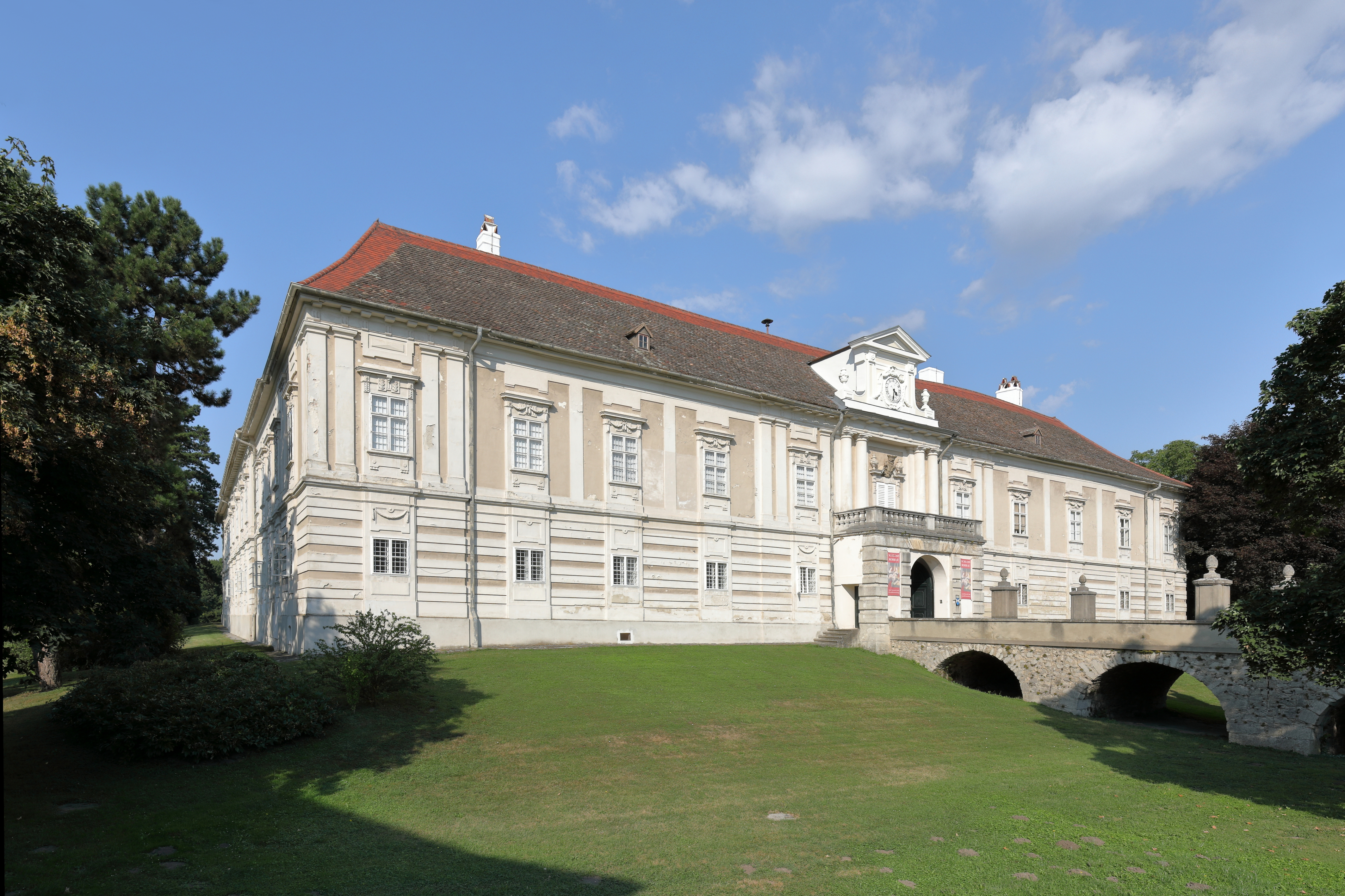
Zámek Rohrau, Dolní Rakousy, hlavní sídlo rohrauské větve Harrachů

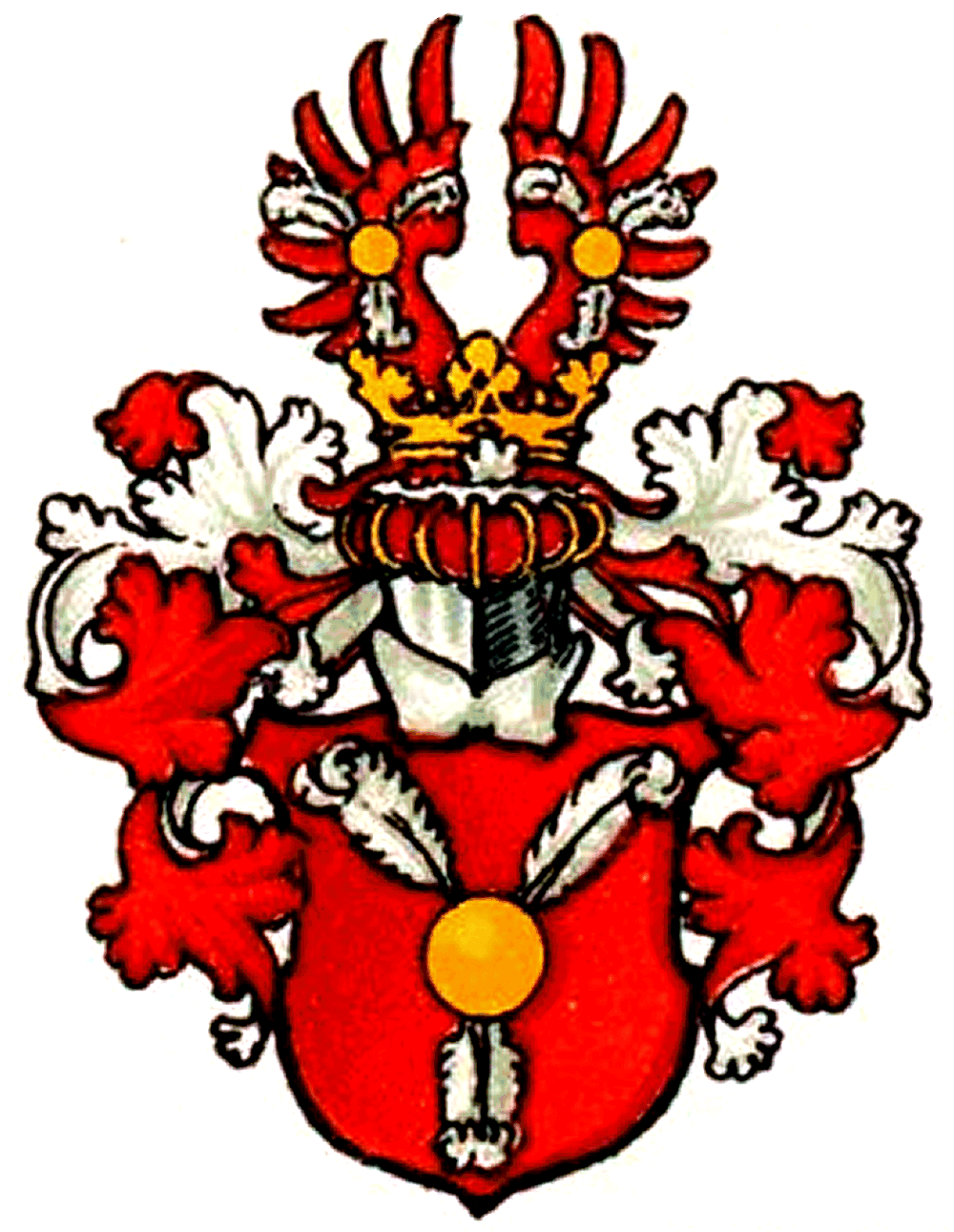
Erb rodu Harrachů

Pocházel ze šlechtického rodu Harrachů, narodil se jako nejstarší syn císařského diplomata a státníka Karla z Harrachu (1570–1628) a jeho manželky Marie Alžběty ze Schrattenbachu (1573–1653). 
Mladším bratrem Leonarda VII. byl dlouholetý pražský arcibiskup a kardinál Arnošt Vojtěch Harrach (1598–1667). Další bratr Otto Bedřich (1610–1639) položil základy majetkového zázemí v Čechách a stal se zakladatelem české rodové větve. Jejich nejmladší bratr František Albrecht (1614–1666) byl v letech 1655–1657 císařským nejvyšším štolbou. Z dalších sourozenců je nejznámější Marie Isabela (1601–1655), provdaná v roce 1623 za císařského generalissima a frýdlantského vévodu Albrechta z Valdštejna. Také další sestry Kateřina (1599–1640) a Marie Maxmiliána (1608–1662) se provdaly za významné představitele české šlechty (Maxmilián z Valdštejna, Adam Erdman Trčka z Lípy).

### Kariéra
Díky vlivnému postavení svého otce byl od mládí předurčen ke službě u dvora. Od roku 1614 zastával funkce ve správě Dolních Rakous, v roce 1618 byl jmenován říšským dvorním radou. V roce 1619 byl jako diplomat vyslán do Bruselu a téhož roku se stal císařským komorníkem. O rok později stvrdil sňatkem s Marií Františkou z Eggenbergu mocenské uskupení Harrachů a Eggenbergů u císařského dvora a později se stal členem císařské tajné rady, po otci byl též dědičným nejvyšším štolbou v Horních a Dolních Rakousích, byl také dědičným palatinem. V letech 1631–1637 zastával funkci nejvyššího dvorského maršálka, po smrti císaře Ferdinanda II. se stal nejvyšším hofmistrem olomouckého biskupa arcivévody Leopolda Viléma. Jako nejstarší syn zdědil po otci panství Rohrau a Prugg v Dolních Rakousích, dále bylo jeho majetkem panství Aschach v Horních Rakousích.

### Manželství a potomstvo
V roce 1620 se ve Štýrském Hradci oženil s hraběnkou Marií Františkou z Eggenbergu (1607–1679), dcerou vlivného dvořana Jana Oldřicha z Eggenbergu. Z jejich manželství se narodily čtyři děti. Dcera Marie Eleonora (1634–1693) se provdala za uherského šlechtice Mikuláše Pálffyho z Erdődu, další dcera Marie Anna (1636–1698) byla manželkou Františka Maxmiliána z Mansfeldu. 
Jediný syn Leonard VIII. Oldřich (1630–1689) byl pokračovatelem této linie, označované jako rohrauská (potomstvo vymřelo v roce 1886).